# Damvillers
Damvillers település Franciaországban, Meuse megyében. Lakosainak száma 615 fő (2022. január 1.). Damvillers Wavrille, Chaumont-devant-Damvillers, Dombras, Étraye, Merles-sur-Loison, Moirey-Flabas-Crépion, Peuvillers, Réville-aux-Bois, Romagne-sous-les-Côtes és Vittarville községekkel határos.

## Népesség
A település népességének változása:
| Lakosok száma | 588  | 674  | 627  | 653  | 676  | 653  | 651  | 626  | 618  | 615  |
|               | 1968 | 1982 | 1990 | 2006 | 2013 | 2015 | 2017 | 2019 | 2020 | 2022 |